# أمير عباس هويدا
أمير عباس هويدا (1919- 1979) دبلوماسي وسياسي إيراني. كان رئيساً للوزراء في عهد الشاه محمد رضا بهلوي من 27 يناير عام 1965 حتى 7 أغسطس 1977، وكان عهده أطول عهد بين رؤساء وزراء إيران إذ شغل هذا المنصب إثنتي عشرة سنة متواصلة، وسيرة أمير عباس هويدا مثال للمصادفات التي تخدم شخصاً وتمهد له السبيل إلى أعلى المناصب والمراتب ثم قد تهوى به إلى أتون المصاعب والمهالك.

## النشأة
ولد أمير عباس هويدا في 18 فيراير 1919 في طهران، وكان أبوه حبيب الله هويدا دبلوماسيا عمل وزيراً مفوضاً في لبنان والمملكة العربية السعودية لذلك نشأ ابنه أمير عباس هويدا في بيئة عربية وكان يتكلم العربية بطلاقة كأحد أبنائها. وقد درس في الجامعة الأمريكية في بيروت أولاً ثم في جامعتي بروكسل وباريس. وفي 19 يوليو 1966 تزوج من ليلى إمامي في حفل عائلي بسيط حضرته زوجة الشاه محمد رضا بهلوي الملكة فرح ديبا.

## أعماله وحياته السياسية
اختار مسلك والده حيث انتمى إلى السلك الخارجي في سنة 1942، وبعد أن قضى فترة قصيرة سكرتيراً لرئيس الوزراء حسين علاء، عين ممثلاً لإيران في لجنة الأمم المتحدة لإغاثة اللاجئين في جنيف حيث بقى طيلة الفترة العصيبة التي مرت بها إيران في عهد محمد مصدق. وفي سنة 1956 نقل مستشارا للسفارة الإيرانية في أنقرة وكان السفير آنذاك جنرالا سابقاً لايزال يتصرف وكأنه قائد قطعة عسكرية فلم ينسجم أسلوبه مع طباع هويدا وهو الدبلوماسي المثقف، وصادف أن زار أنقرة في سنة 1957 وفد من شركة النفط الإيرانية الوطنية فساعدها هويدا في مهمتها بحكم وظيفته، وقد لاحظ رئيس الوفد عدم ارتياح هويدا من عمله فعرض عليه العمل في شركة النفط الإيرانية، فوافق هويدا وعاد إلى طهران بعد أن اعيرت خدماته إلى الشركة وعمل فيها السنوات الخمس التالية.
كان مندوب إيران في المكتب الأوروبي للأمم المتحدة خلال عمل هويدا في جنيف علي منصور رئيس وزراء إيران السابق، وكان له ابن في سن هويدا هو حسن علي منصور وارتبط الاثنان بصداقة متينة منذ ذلك الوقت. وفي سنة 1963 ألف حسن علي منصور حزباً سياسيا جديدا ضم إليه عناصر شابة مثقفة باسم (إيران نوين) أي (إيران الجديدة) فانتمى أمير عباس هويدا إلى حزب صديقه وأصبح نائباً لسكرتيره العام، وفاز الحزب في الانتخابات، وألف حسن علي منصور الوزارة في سنة 1964 وعين هويدا وزيراً للمالية. وفي السنة التالية في يناير 1965 أغتيل حسن علي منصور على سلالم البرلمان الإيراني، وخلال فترة الارتباك التي أعقبت اغتياله، عهد الشاه بصورة مستعجلة إلى أمير عباس هويدا صديق رئيس الوزراء القتيل أن يقوم بمهامه مؤقتا ريثما يتاح له المجال في البحث عن رئيس جديد للوزراء، وعندما أجريت الانتخابات العامة أحرز حزب هويدا (إيران نوين) نصراً كاسحاً فعينه الشاه رئيساً دائماً للوزراء فشغل منصبه بكفاءة كبيرة.
وجد هويدا مع مضي الوقت أن مسؤولياته تتضاءل بسبب تمسك الشاه بمعظم الصلاحيات في القضايا المهمة، فقد كان مثلا هو الذي تولى شخصيا تسوية المنازعات مع العراق ومع بعض أقطار الخليج العربي، وهو الذي وضع الخطة الطموحة لمشروع السنوات الخمس للتنمية الاقتصادية على اثر ارتفاع موارد البلاد حينما قفزت أسعار النفط إلى خمسة أضعافها.
وفي سنة 1975 كان الشاه مع ذلك قد برم بالمشاحنات المستمرة بين الأحزاب السياسية، وكان هو ورئيس وزرائه هويدا يجد انها تعرقل سير أعمال الحكومة، فقرر دمج تلك الأحزاب في حزب واحد يرعاه الشاه باسم «حزب النهضة» (راستاخيز) وعين هويدا سكرتيرا عاما له. وكانت البلاد في هذه الأثناء تتعرض لازمة اقتصادية متصاعدة بسبب التأخر في وصول العائدات المنتظرة من النفط نتيجة لتعديل الأسعار، وأكثر من ذلك بسبب الأخطاء التي أرتكبت في تنظيم الخطة الانمائية إذ ظهر انها طموحة أكثر من اللازم وتفوق قدرات البلاد. وأدت هذه المشكلات إلى تضخم سريع أرهق كاهل الاقتصاد الوطني وولد استياء عاما في البلاد، فقرر الشاه امتصاص هذا الوضع واستبدل بأمير عباس هويدا سكرتيراً عاما آخر لحزبه وهو جمشيد اموزكار المفاوض الرئيس لايران في شؤون النفط ولكنه استبقى هويدا رئيساً للوزراء. ومع ذلك كان الاستياء الشعبي قد بلغ في سنة 1977 ابعادا لم يكن من الممكن تجاهلها، فأجرى الشاه في شهر أغسطس من تلك السنة تعديلا شمل خمسة وزراء كانوا المسؤولين الرئيسيين عن تنفيذ خطط الإنماء، ونقل هويدا إلى منصب وزير البلاط. إلا أن الأحداث تسارعت، والنقمة الشعبية تفاقمت، فعين الشاه جعفر امامي رئيسا للوزراء ثم أقاله وعين مكانه الجنرال غلام رضا أزهري رئيساً للوزراء فلم تدم حكومته طويلا. وألقى زعماء المعارضة في ذلك الوقت اللوم على هويدا في معظم الاستياء الذي ساد البلاد في عهد الشاه.

## محاكمته وإعدامه
عندما قامت الثورة الإسلامية في البلاد في فبراير 1979 سلم أمير عباس هويدا نفسه إلى الحكومة الجديدة التي عينها آية الله الخميني لانه كان واثقاً من نقاء صفحته ولم يقم بعمل يحاسب عليه، وكان بإمكانه أن يهرب من البلاد قبل ذلك فلم يفعل. وأحيل هويدا إلى محكمة عسكرية ثورية وبعد محاكمة دامت ساعات قلائل أدين وصدر الحكم بالإعدام على شخص شغل رئاسة الوزراء لمدة 12 سنة تخللتها أحداث لاتعد ولا تحصى وكان البت فيها يتطلب دراسات ومداولات تستغرق سنوات من التحقيق والاستماع إلى الشهود ومقارنة الأدلة والقرائن. ونفذ الحكم فوراً في هذا السياسي المدني رمياً بالرصاص في السابع من شهر إبريل سنة 1979 وكان أمير عباس هويدا عند إعدامه في الحادية والستين من عمره.

## روابط خارجية
- أمير عباس هويدا على موقع IMDb (الإنجليزية)
- أمير عباس هويدا على موقع الموسوعة البريطانية (الإنجليزية)
- أمير عباس هويدا على موقع مونزينجر (الألمانية)